# سن آنتونیو دل تکنداما
سن آنتونیو دل تکنداما (انگلیسی: San Antonio del Tequendama) نام شهری در کشور کلمبیا است.